# Dean Wright
Dean Wright (* 15. Mai 1962 in Michigan) ist ein US-amerikanischer Regisseur und VFX Producer.

## Leben
Dean Wright wuchs in Scottsdale auf und besuchte die Chaparral High School. Anschließend besuchte er die Filmschule der University of Arizona in Tucson. Als er sein Studium 1986 beendete, versuchte er sich zunächst erfolglos als Schauspieler, bevor er sein Debüt als Produktionsassistent mit dem Film Desperado (1987) für den US-amerikanischen Fernsehsender NBC hatte. Als Produktionsassistent arbeitete er unter anderem für James Cameron bei Terminator 2 – Tag der Abrechnung (1991). James Cameron engagierte ihn auch erstmals 1997 als VFX-Producer für Titanic. Zu seinen größten Erfolgen zählt seine Arbeit am Film  Der König von Narnia, für den er 2006 für den Oscar nominiert wurde. Seine Arbeit an  Die Rückkehr des Königs wurde mit einem VES Award ausgezeichnet. Er war außerdem 2006 und 2009 für den Saturn Award nominiert.
2009 begann er mit den Arbeiten an seinem Regiedebüt Gottes General – Schlacht um die Freiheit, einem Film über den Guerra Cristera, den er an Originalschauplätzen in Mexiko mit der Hilfe von einheimischen Filmemachern realisierte. Der Film kam 2012 in die US-amerikanischen Kinos. 2012 schloss er sich dem Independentfilm-Label Get Real USA als Berater an.

## Filmografie (Auswahl)

### Als VFX Producer
- 1997: Titanic
- 1998: Mein großer Freund Joe (Mighty Joe Young)
- 1998: Hinter dem Horizont (What Dreams May Come)
- 1999: Der 200 Jahre Mann (Bicentennial Man)
- 2000: Nur noch 60 Sekunden (Gone in Sixty Seconds)
- 2000: Unbreakable – Unzerbrechlich (Unbreakable)
- 2002: Die Herrschaft des Feuers (Reign of Fire)
- 2002: Der Herr der Ringe: Die zwei Türme (The Lord of the Rings: The Two Towers)
- 2003: Der Herr der Ringe: Die Rückkehr des Königs (The Lord of the Rings: The Return of the King)
- 2005: Die Chroniken von Narnia: Der König von Narnia (The Chronicles of Narnia: The Lion, the Witch and the Wardrobe)
- 2008: Die Chroniken von Narnia: Prinz Kaspian von Narnia (The Chronicles of Narnia: Prince Caspian)

### Regie
- 2012: Gottes General – Schlacht um die Freiheit (For Greater Glory: The True Story of Cristiada)